# Orthophytum vagans
Espèce
Classification APG III (2009)
Orthophytum vagans est une espèce de plante du genre Orthophytum.
Cette broméliacée est endémique de la Forêt atlantique (Mata Atlantica Brasileira)  dans l'État d'Espírito Santo, situé dans le sud-est du Brésil.

## Cultivars
- Orthophytum 'Blaze'
- Orthophytum 'Copper Penny'
- × Neophytum 'Hytime'
- × Ortholarium 'Hades'